# Anamera harmandi
Anamera harmandi là một loài bọ cánh cứng trong họ Cerambycidae.